# Alexandr Savin
Alexandr Borisovič Savin (rusky Александр Борисович Савин; * 1. července 1957 Taganrog) je bývalý ruský volejbalista reprezentující Sovětský svaz. S jeho reprezentací získal zlato (1980) a stříbro (1976) na olympijských hrách, dvakrát vyhrál mistrovství světa (1978, 1982) a šestkrát mistrovství Evropy (1975, 1977, 1979, 1981, 1983, 1985). S klubem CSKA Moskva pětkrát vyhrál Ligu mistrů, nejvýznamnější evropskou klubovou soutěž (1975, 1977, 1982, 1983, 1986). V roce 2010 byl uveden do Síně slávy Mezinárodní volejbalové federace.